# Paul Lambrichts
Paul Raymond Lambrichts (* 16. Oktober 1954 in Lanklaar) ist ein ehemaliger belgischer Fußballspieler und -trainer. Er spielte lange Zeit in der ersten belgischen Liga für den FC Winterslag, den KSK Beveren und Standard Lüttich und lief fünfmal für die belgische Fußballnationalmannschaft auf. Mit dieser nahm er auch an der Europameisterschaft 1984 in Frankreich teil.

## Spielerkarriere
Lambrichts spielte in seiner Jugend beim limburgischen Lanklaar VV nahe der niederländischen Grenze. Er debütierte in der Saison 1975/76 in der zweiten belgischen Liga für den gerade aufgestiegenen Verein Patro Eisden aus dem benachbarten Maasmechelen. Hier blieb der Verteidiger die folgenden drei Spielzeiten bis zum Wiederabstieg in die dritte Liga 1978. Mit 23 Jahren wechselte Lambricht dann zum Erstligisten FC Winterslag (mittlerweile in den KRC Genk aufgegangen) ins etwa zehn Kilometer entfernte Genk. Mit dem Verein steigerte er sich in den folgenden Jahren vom zehnten über den achten bis auf den fünften Platz in der Liga 1981. Ein Highlight seiner Karriere dürfte in der darauffolgenden Saison das Ausschalten des FC Arsenal im UEFA-Pokal 1981 gewesen sein.
Nach einem eher enttäuschenden dreizehnten Platz in der Liga in der Saison 1981/82 verließ Lambrichts den FC Winterslag und wechselte zum flanderischen KSK Beveren nahe Antwerpen, der damals eines der Topteams Belgiens stellte. Lambrichts entwickelte sich zum festen Bestandteil der Mannschaft, mit der er in seinem ersten Jahr den belgischen Pokal und im zweiten Jahr die nationale Meisterschaft gewann. In der Meistersaison wurde er auch erstmals in der belgischen Nationalmannschaft eingesetzt. Sein Debüt gab er am 29. Februar 1984 in einem Freundschaftsspiel gegen die deutsche Nationalelf. Nach Saisonabschluss nahm er mit den Roten Teufeln an der Europameisterschaft in Frankreich teil. Belgiens Mannschaft war in der Abwehr durch die Folgen eines Bestechungsskandals rund um den Spitzenklub Standard Lüttich stark ersatzgeschwächt, da mehrere wichtige Nationalspieler des Vereins gesperrt wurden. Als sich beim Sieg im ersten Gruppenspiel gegen Jugoslawien auch noch der Innenverteidiger Lei Clijsters verletzte, kam Lambrichts in der ersten Halbzeit zu seinem Turnierdebüt. Bei der 0:5-Niederlage gegen den Gastgeber im zweiten Gruppenspiel stand er dann über die volle Spielzeit auf dem Feld. Dies war gleichzeitig das Letzte seiner fünf Länderspiele. Belgien schied nach einer weiteren Niederlage im letzten Gruppenspiel gegen Dänemark als Gruppendritter aus.
Lambrichts blieb auch die folgenden Jahre Stammspieler in der Verteidigung des KSK Beveren. Einen auch persönlichen Misserfolg erlebte er im Pokalfinale 1985, bei dem er den entscheidenden Elfmeter gegen Cercle Brügge verschoss, wodurch Beveren einen weiteren Titel verpasste. Nachdem Beveren nach einer schwachen Saison 1988 einen Ausverkauf seiner Spieler gestartet war, wechselte Lambrichts zu Standard Lüttich, die zu dieser Zeit auch aufgrund des Bestechungsskandals eher schwierige Jahre hinter sich hatten. Mit Standard stand er 1989 erneut im Pokalfinale, das gegen den RSC Anderlecht verloren ging. In seiner zweiten Saison in Lüttich verließ Lambrichts den Verein zur Winterpause, um auf Leihbasis zum KSK Beveren zurückzukehren, der sich in dieser Saison in Abstiegsnot befand. Lambrichts verletzte sich jedoch bereits im März so schwer, dass er mit 35 Jahren seine Karriere im professionellen Fußball beenden musste. Beveren stieg nach der Saison ab, womit die Glanzzeiten des Vereins endgültig vorbei waren. In den folgenden Jahren spielte Lambrichts noch auf Amateurebene beim limburgischen KVV Overpelt-Fabriek in der vierten und dritten Liga, ehe er 1993 seine aktive Laufbahn endgültig beendete.

## Trainerjahre
Nach seiner Spielerkarriere war Lambrichts bei mehreren unterklassigen Vereinen aus seiner Heimatregion Limburg als Trainer tätig. 1998 kehrte er als Co-Trainer unter seinem ehemaligen Mitspieler Mathy Billen zum damaligen Zweitligisten Patro Eisden Maasmechelen zurück. 2000 stieg er kurzzeitig zum Cheftrainer der Mannschaft auf, wurde aber bald darauf wiederum durch seinen Co-Trainer Guy Winkels ersetzt.

## Erfolge
KSK Beveren
- Belgischer Meister: 1984
- Belgischer Pokalsieger: 1983
- Belgischer Supercupsieger: 1984
- Belgischer Pokalfinalist: 1985

Standard Lüttich
- Belgischer Pokalfinalist: 1989